# Letiště Rouen
Letiště Rouen nebo Aéroport de Rouen - Vallée de Seine (IATA: URO, ICAO: LFOP) je letiště nacházející se v Boos, 10 km jihovýchodně od Rouen, obou obcí departementu Seine-Maritime v regionu Normandie ve Francii.

## Letecké společnosti a destinace
K dubnu 2021 nejsou provozovány žádné pravidelné lety na nebo z letiště Rouen. Od roku 2017 provozovala Air France Hop letní sezónní lety do Bastie a od roku 2019 do Figari, ale ty byly zrušeny na začátku roku 2021.

## Statistiky
V roce 2017 odbavilo HOP! do Bastie a Lyonu asi 4 150 cestujících. V roce 2018 bylo z letiště v Rouenu přepraveno 17 615 cestujících, což představuje nárůst o 243 % oproti roku 2017.